# 埃姆河畔图尔讷姆
埃姆河畔图尔讷姆（法語：Tournehem-sur-la-Hem）是法国北部-加来海峡大区加来海峡省的一个市镇，属于圣奥梅尔区阿德尔县。该市镇2009年时的人口为1,436人。

## 人口
埃姆河畔图尔讷姆人口变化图示
| 数据来源：INSEE |